# MM (album)
Pour les articles homonymes, voir MM.
Albums de Mireille Mathieu
Mireille Mathieu
(1973) Und der Wind wird ewig singen
(1974)
Singles
1. La Paloma ade
Sortie : 1973

MM est le sixième album studio entièrement en langue allemande de la chanteuse française Mireille Mathieu publié et distribué en Allemagne en 1973 chez Ariola. Cet album contient un des plus gros succès de la chanteuse en Allemagne, La Paloma ade, qui est devenu no 1 en Allemagne en octobre 1973 et qui a également réussi à se classer en haut des charts dans quatre autres pays.
L'album a été édité en 33 tours mais également en cassette audio.

## Autour de l'album
La chanteuse réunit encore une fois son auteur et compositeur favori durant ses premières années de carrière allemande, Christian Bruhn, associé à Georg Buschor avec lequel il écrira toutes les paroles et les musiques de cet album. 
Deux chansons seront des interprétations de titres « classiques » : 
- La Paloma ade est une reprise d'une chanson du compositeur Sebastián Iradier ;
- Die Tage der Liebe est une reprise de Franz Schubert.

L'une des chansons, Mon père (Für meinen Vater), est un hommage au père de la chanteuse, d'abord en français puis en allemand.

## Chansons de l'album
| 1.                     | La Paloma ade               | Christian Bruhn, Georg Buschor d'après Sebastián Iradier | 3:49 |
| 2.                     | Wie war dein Leben          | Christian Bruhn, Georg Buschor                           | 2:59 |
| 3.                     | Casanova Pardon             | Christian Bruhn, Michael Kunze                           | 3:51 |
| 4.                     | Wie der Wind und das Meer   | Christian Bruhn, Georg Buschor                           | 3:10 |
| 5.                     | Die Tage der Liebe          | Christian Bruhn, Georg Buschor d'après Franz Schubert    | 2:52 |
| 6.                     | Mein letzter Tanz           | Christian Bruhn, Georg Buschor                           | 3:44 |
| 7.                     | Ich freu' mich auf dich     | Christian Bruhn, Georg Buschor                           | 2:53 |
| 8.                     | Wo ist unser Land           | Christian Bruhn, Georg Buschor                           | 2:54 |
| 9.                     | Sahara                      | Christian Bruhn, Georg Buschor                           | 3:11 |
| 10.                    | In Rio de Janeiro           | Christian Bruhn, Georg Buschor                           | 3:14 |
| 11.                    | Mon père (Für meinen Vater) | Christian Bruhn, Georg Buschor                           | 3:05 |
| 34 minutes 40 secondes |                             |                                                          |      |

## Crédits
- Production : Christian Bruhn[4].
- Photo de la pochette  : Alain Marouani[4].

## Reprises
Certains titres de cet album seront repris dans d'autres langues : 
- La Paloma ade connaîtra trois autres versions en trois langues : en français (La Paloma adieu), en espagnol (La Paloma vendra) et en anglais (La Paloma Goodbye) ;
- Wie war dein Leben devient en français Il me faut vivre également en 1973 ;
- Mein letzter Tanz aura pour titre francophone La Première Danse ;
- Wo ist unser Land deviendra en langue française La Terre promise ;
- Sahara gardera le même titre en français, avec bien sûr des paroles différentes.

## Single
Un seul single sera publié pour assurer la promotion de cet album, mais il connaîtra un énorme succès tant en Allemagne que dans d'autres pays européens : La Paloma ade. Sorti à la fin de l'année 1973, il est 1er dans les charts allemands mais aussi 3e en Autriche, en Suisse alémanique et en Belgique, et 7e aux Pays-Bas.

## Classements
| Pays      | Meilleure position | Certification | Ventes |
| --------- | ------------------ | ------------- | ------ |
| Allemagne | 8                  |               |        |